# Наумов Сергій Володимирович
Сергій Володимирович Наумов (нар. 25 вересня 1969 року, Баку) — український банкір, з 3 листопада 2020 року голова правління Ощадбанку.

## Життєпис
Народився 25 вересня 1969 року в Баку.
Освіта
- 1993 закінчив Національний авіаційний університет за спеціальністю «Інженер-механік»
- 1995 закінчив економічний факультет Міжрегіонального інституту ринкових відносин[що це?].
- 2005 отримав ступень MBA в Kassel International Management School[de] (UniKIMS, Кассель, Німеччина).

## Початок кар'єри
- тренер по карате спортивного клуба «Сокіл» КВО ім. Артема «Київський машинобудівний завод»[1]
- інспектор з режиму Бюро інформації та безпеки «ІББ»[що це?]
- маркетолог ТОВ «Аргонавт»[що це?][2]
- фінансовий директор малого підприємства «Фірма Восток-4»[що це?]

## Кар'єра банкіра
- 1995 (?) — 1997, ПУМБ, Перший Український Міжнародний Банк
- 1997—2000, PricewaterhouseCoopers — професійний консультант представництва фірми «Прайс Уотерхаус» в Україні, аудитор третьої категорії ТОВ «ПрайсуотерхаусКуперс»
- З 2000 року до лютого 2006-го, різні посади в Райффайзенбанку Україна
- З 22 лютого 2006 року до грудня 2008-го був заступником голови правління–начальником департаменту корпоративного бізнесу Укрсиббанку, а з 19 грудня 2008 року почав виконувати обов'язки голови правління банку; Головою правління Укрсиббанку його призначили 12 лютого 2009 року, НБУ погодив його на цій посаді 8 липня. На ній він пропрацював до 6 вересня 2010 року
- 8 липня 2010 року наглядова рада Правекс-Банку призначила Сергія Наумова головою правління з 6 вересня — НБУ погодив 8 жовтня. Покинув банк 30 вересня 2012-го
- Після цього став радником голови правління Дочірнього банку Сбербанку Росії, а з 19 червня 2013 року його призначили заступником голови правління (НБУ погодив його 17 липня) — на цій посаді пропрацював до 7 серпня 2014-го
- 23 вересня 2014 року Сергій Наумов очолив правління Піреус Банку МКБ (НБУ погодив 23 грудня). Наглядова рада Піреус Банку 23 вересня 2020 року припинила повноваження голови правління Сергія Наумова
- 17 червня 2020 року переміг у конкурсі на посаду голови Ощадбанку з перевагою в два голоси. Але призначення Наумова головою Ощадбанку намагалися заблокувати в суді. Суд розблокував процес у вересні.
- 3 листопада 2020 року очолив Ощадбанк.[3]